# ジョヴァンニ・ズガンバーティ
ジョヴァンニ・ズガンバーティ（伊: Giovanni Sgambati, 1841年5月28日 ローマ – 1914年12月14日 ローマ）はイタリアの作曲家。

## 生涯
ズガンバーティはイタリア人の父とイギリス人の母との間に生まれた。ウンブリア州トレーヴィで初期の教育を受け、そこでいくつかの教会音楽を書き、歌手および指揮者としての経験を積んだ。1860年、ズガンバーティはローマに移り住み、当時イタリアで無視されていたドイツ音楽がイタリアでも受け入れられるための演奏会をはじめ、ピアノ演奏だけでなく指揮もした。1861年からローマに住んでいたフランツ・リストの影響と応援は、ズガンバーティにとって非常に好都合だった。
この時期（1864年 - 1865年）のズガンバーティの音楽には、四重奏曲、2つのピアノ五重奏曲、八重奏曲、序曲がある。1866年にはリストの『ダンテ交響曲』を指揮した。リストの友人たちとミュンヘンに旅した時に、はじめてワグナーの音楽に接した。1870年にズガンバーティの最初の歌曲集がショット社から出版された。『交響曲第1番 ニ長調』は1881年にクイリナーレ宮で演奏された。この曲は、1882年の最初のイギリス訪問時に、ピアノ協奏曲同様、演奏された。1891年の2度目のイギリス訪問時には、『Sinfonia epitalamio』が演奏された。
ズガンバーティの最も長大な作品『レクイエム』(Messa da Requiem)は1901年にローマで演奏された。ズガンバーティの多くのピアノ曲は今でも人気がある。

## 代表作

### 管弦楽作品
- Cola da Rienzo Overture（1866年）
- ピアノ協奏曲 ト短調 Op.15（1878年 - 1880年）
- 交響曲第1番 ニ長調 Op.11（1880年 - 1881年）
- 交響曲第2番 変ホ長調（1883年 - 1885年）

### 室内楽曲
- ピアノ五重奏曲第1番 ヘ短調 Op.4（1866年）
- ピアノ五重奏曲 変ロ長調 Op.5
- 弦楽四重奏曲 嬰ハ短調 Op.17（1882年）
- ヴァイオリンとピアノのための2つの小品 Op.24（1890年） - 第2曲は『ナポリのセレナーデ』。
- ヴァイオリンとピアノのための『Gondoliera』 Op.29（1894年）

### ピアノ曲
- 4つの連続する小品 Op.18 - 第2曲『古風なメヌエット Vecchio minuetto』が特に有名。
- 組曲 ロ短調 Op.21
- Melodies poetiques Op.36
- クリストフ・ヴィリバルト・グルックのオペラ『オルフェオとエウリディーチェ』から『メロディ（精霊の踊り）』 - ソロ・ピアノのためのトランスクリプション。

### 宗教音楽
- Messa da Requiem Op.38（1895年 - 1901年）